# Костоломци
Костоломци су насељено мјесто у општини Сребреница, Република Српска, БиХ. Према попису становништва из 1991. у насељу је живјело 235 становника.

## Становништво
По посљедњем службеном попису 1991. године, насељено мјесто Костоломци имало је 235 становника.
| Националност       | 1991.        | 1981. | 1971. |
| Срби               | 234 (99,57%) |       |       |
| Муслимани          | 0            |       |       |
| Хрвати             | 0            |       |       |
| Југословени        | 0            |       |       |
| остали и непознато | 1 (0,43%)    |       |       |
| Укупно             | 235          | '     | '     |

1. ↑  Муслимани се данас изјашњавају као Бошњаци.

| Демографија | Демографија | Демографија |
| Година      | Становника  | Становника  |
| ----------- | ----------- | ----------- |
| 1948.       | 390         |             |
| 1953.       | 438         |             |
| 1961.       | 465         |             |
| 1971.       | 427         |             |
| 1981.       | 342         |             |
| 1991.       | 235         |             |
| 2013.       | 167         |             |